# William Charles Linnaeus Martin
William Charles Linnaeus Martin (* 1798; † 15. Februar 1864 in Lee (Kent)) war ein britischer Naturforscher und Autor.
Martin war der Sohn des Naturforschers und Paläontologen William Martin, der ihn nach Carl von Linné benannte. 1830 bis 1838 war er Kurator des Museums der Zoological Society of London. Nachdem er aufgrund von Haushaltskürzungen entlassen worden war, schrieb er Bücher und Aufsätze über Naturgeschichte, die ihn bekannt machten.
Er war Fellow der Linnean Society of London.

## Schriften
- A Natural History of Quadrupeds and other Mammiferous Animals, London 1840 Digitalisat
- A general introduction to the natural history of mammiferous animals, with a particular view of the physical history of man, and the more closely allied genera of the order Quadrumana, or monkeys. Wright & Co., London 1841 Digitalisat
- The history of the dog: its origin, physical and moral characteristics, and its principal varieties. Charles Knight & Co., London 1845 Digitalisat
- The history of the horse: its origin, physical and moral characteristics, its principal varieties, and domestic allies. Charles Knight & Co., London 1845 Digitalisat
- A popular history of reptiles, or, An introduction to the study of the class of reptilia on scientific principles. The Religious Tract Society, London Digitalisat
- Pictorial Museum of Animated Nature, 1848/49
- An Introduction to the Study of Birds . . . with a particular Notice of the Birds mentioned in Scripture, London
- A General History of Humming-Birds . . . with . . . reference to the Collection of J. Gould, London 1852

Er veröffentlichte auch in den Proceedings der Zoological Society of London, und über landwirtschaftliche Haustiere in der Farmer´s Library, der Reihe Books for the Country und in The Country House. Er war Herausgeber der 4. Auflage von Feathered Tribes of the British Islands, von Mudie.